# بيلي جيرفيس
بيلي جيرفيس (بالإنجليزية: Billy Jervis)‏ هو لاعب كرة قدم بريطاني في مركز الهجوم، ولد في 22 يناير 1942 في ليفربول في المملكة المتحدة. لعب مع بلاكبيرن روفرز ونادي ستاليبريدج سيلتيك ونادي غيلينغهام.